# Ceratozamia miqueliana
Ceratozamia miqueliana je druh cykasu z čeledi zamiovité (Zamiaceae).

## Popis
Podobně jako všechny cykasy je Ceratozamia miqueliana dvoudomá rostlina. Plodí tedy odlišné samčí a samičí šišky.
Lístky jsou jednoduché, celistvé s rovnoběžnými žilkami bez středové žilky.

## Pěstování v Česku
Jediná rostlina tohoto druhu je udávána v seznamu Botanické zahrady Brno.

## Ochrana
Ceratozamia miqueliana je zapsána na Červeném seznamu IUCN, jedná se o druh ohrožený ztrátou životního prostředí. Všechny ceratozamie navíc spadají na hlavní seznam ohrožených druhů CITES I. Je proto kontrolován obchod s rostlinami i semeny.